# سینتیا پاتر
سینتیا پاتر (انگلیسی: Cynthia Potter؛ زادهٔ ۲۷ اوت ۱۹۵۰) ورزشکار شیرجه اهل ایالات متحده آمریکا است.
وی در مسابقات کشوری و بین‌المللی در مجموع برندهٔ ۱ مدال نقره، ۲ مدال برنز شده‌است.